# Swertia scapiformis
Swertia scapiformis är en gentianaväxtart som beskrevs av T.N.Ho och S.W. Liu. Swertia scapiformis ingår i släktet Swertia och familjen gentianaväxter. Inga underarter finns listade i Catalogue of Life.